# Đông Luân Đôn
Đông Bắc là một tiểu vùng trên Bản đồ Luân Đôn (còn gọi là Đông Bắc Luân Đôn), bao gồm các khu tự quản Luân Đôn: Tower Hamlets, Newham, Waltham Forest, Redbridge, Havering, Barking và Dagenham, và Thành phố Luân Đôn. Tiểu vùng được thành lập từ năm 2008 và thay thế tiểu vùng Đông lớn hơn thành lập trước đó vào năm 2004. Đông Bắc Luân Đôn có dân số vào khoảng 1,4 triệu người với 900.000 việc làm. Đây là khu vực đang trải qua sự cải tạo lớn, như một phần của Docklands Luân Đôn và Thames Gateway. Đây sẽ là nơi diễn ra Thế vận hội Mùa hè 2012. Khu vực này đang mong đợi có sự gia tăng tài chính trong dân số.
Có hai trung tâm thủ đô trong tiểu vùng, đó là tại Romford và Ilford; trong đó các trung tâm chính tại Walthamstow, Stratford, Canary Wharf, East Ham và Barking. Các vùng rộng lớn ở phía tây và nam của tiểu vùng được quy hoạch cải tạo như một phần của dự án Thames Gateway. Những khu vực cơ hội được chỉ định tại Thành phố Fringe, Canary Wharf, Lower Lea Valley Stratford, Ilford và khu Ven bờ sông Luân Đôn. Diện tích toàn khu vực cơ hội là 5.836 hecta.
| Barking Barkingside Beckton Bethnal Green Bow Chadwell Heath Chingford Collier Row Dagenham East Ham Emerson Park Gants Hill Harold Hill Hainault Hornchurch Ilford Canary Wharf Leyton Leytonstone LCY Luân Đôn Riverside Poplar Rainham Romford Rush Green South Woodford Stratford Upminster Walthamstow Wanstead West Ham Wapping Woodford Whitechapel |
| Các trung tâm thủ đô màu vàng, trung tâm chủ chốt màu hồng |